# Putussibau
Putussibau is een plaats in Indonesië op het eiland Borneo in de regio Kalimantan Barat. Putussibau is de hoofdstad van het regentschap Kapuas Hulu. Pangsuma Airport is het plaatselijke vliegveld.